# Hoa hậu Hoàn vũ 1985
Hoa hậu Hoàn vũ 1985 là cuộc thi Hoa hậu Hoàn vũ lần thứ 34 được tổ chức tại Trung tâm Hội nghị James L. Knight, Miami, Florida, Hoa Kỳ. Cuộc thi có 79 thí sinh tham dự với chiến thắng thuộc về Deborah Carthy-Deu, hoa hậu Puerto Rico.

## Kết quả

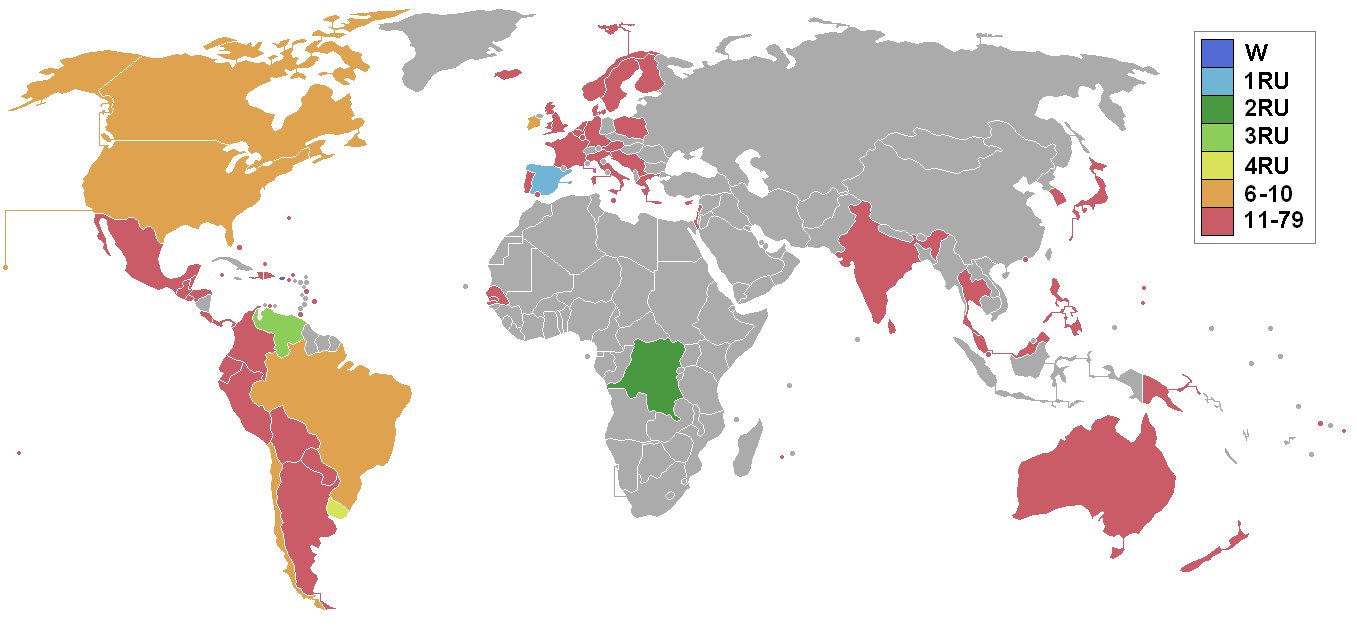
Các quốc gia và vùng lãnh thổ tham gia Hoa hậu Hoàn vũ 1985 và kết quả.

### Xếp hạng
| Kết quả              | Thí sinh |
| -------------------- | --- |
| Hoa hậu Hoàn vũ 1985 | - Puerto Rico – Deborah Carthy-Deu |
| Á hậu 1              | - Tây Ban Nha – Teresa Sánchez López |
| Á hậu 2              | - Zaire – Benita Mureke Tete |
| Á hậu 3              | - Venezuela – Silvia Martínez |
| Á hậu 4              | - Uruguay – Andrea Lopez |
| Top 10               | - Brazil – Márcia Gabrielle - Canada – Karen Elizabeth Tilley\|Karen Tilley - Chile – Claudia Emilia van Sint Jan del Pedregal - Ireland – Olivia Tracey - Hoa Kỳ – Laura Herring |

### Thứ tự gọi tên
| 1. Ireland 2. Uruguay 3. Chile 4. Canada 5. Brazil 6. Puerto Rico 7. Zaire 8. Hoa Kỳ 9. Tây Ban Nha 10. Venezuela | 1. Uruguay 2. Zaire 3. Tây Ban Nha 4. Puerto Rico 5. Venezuela |

## Các giải thưởng đặc biệt
| Giải thưởng                           | Thí sinh                                 |
| ------------------------------------- | ---------------------------------------- |
| Trang phục dân tộc đẹp nhất           | - Colombia – Sandra Eugenia Borda Caldas |
| Hoa hậu Thân thiện                    | - Guam – Lucy Carbullido Montinola       |
| Hoa hậu Ảnh                           | - Hà Lan – Brigitte Bergman              |
| Được truyền thông theo dõi nhiều nhất | - El Salvador – Julia Haydee Mora        |

## Hội đồng giám khảo
- Hardy Aimes
- Simon MacCorkindale - diễn viên
- Rocío Jurado
- Victor Banerjee
- Lorraine Downes – Hoa hậu Hoàn vũ 1983 đến từ New Zealand
- Susan George - diễn viên
- Dong Kingman
- Olga Guillot
- Sheryl Lee Ralph
- Robin Moore
- June Taylor

### Chung kết
| \| Quốc gia/Vùng lãnh thổ \| Trung bình sơ bộ \| Phỏng vấn \| Áo tắm \| Dạ hội \| Trung bình bán kết \| \| ---------------------- \| ---------------- \| ---------- \| ---------- \| ---------- \| ------------------ \| \| Puerto Rico \| 8.035 (4) \| 8.365 (5) \| 8.536 (4) \| 9.057 (1) \| 8.652 (5) \| \| Tây Ban Nha \| 8.251 (1) \| 8.793 (1) \| 9.331 (1) \| 8.660 (6) \| 8.928 (1) \| \| Zaire \| 7.710 (9) \| 8.648 (3) \| 8.705 (3) \| 8.983 (3) \| 8.778 (2) \| \| Venezuela \| 8.140 (2) \| 8.693 (2) \| 8.455 (5) \| 9.000 (2) \| 8.716 (3) \| \| Uruguay \| 7.824 (7) \| 8.560 (4) \| 8.805 (2) \| 8.730 (4) \| 8.698 (4) \| \| Ireland \| 7.904 (6) \| 7.708 (8) \| 8.325 (7) \| 8.668 (5) \| 8.233 (6) \| \| Canada \| 8.091 (3) \| 8.261 (6) \| 8.148 (8) \| 8.021 (10) \| 8.143 (7) \| \| Chile \| 7.732 (8) \| 7.737 (7) \| 8.326 (6) \| 8.232 (7) \| 8.098 (8) \| \| Hoa Kỳ \| 8.016 (5) \| 7.650 (9) \| 7.538 (10) \| 8.164 (8) \| 7.784 (9) \| \| Brazil \| 7.592 (10) \| 7.161 (10) \| 7.658 (9) \| 8.042 (9) \| 7.620 (10) \| | Hoa hậu Á hậu 1 Á hậu 2 Á hậu 3 Á hậu 4 Top 10 (#) Xếp hạng ở mỗi vòng thi |            |            |            |                    |
| Quốc gia/Vùng lãnh thổ | Trung bình sơ bộ                                                           | Phỏng vấn  | Áo tắm     | Dạ hội     | Trung bình bán kết |
| Puerto Rico | 8.035 (4)                                                                  | 8.365 (5)  | 8.536 (4)  | 9.057 (1)  | 8.652 (5)          |
| Tây Ban Nha | 8.251 (1)                                                                  | 8.793 (1)  | 9.331 (1)  | 8.660 (6)  | 8.928 (1)          |
| Zaire | 7.710 (9)                                                                  | 8.648 (3)  | 8.705 (3)  | 8.983 (3)  | 8.778 (2)          |
| Venezuela | 8.140 (2)                                                                  | 8.693 (2)  | 8.455 (5)  | 9.000 (2)  | 8.716 (3)          |
| Uruguay | 7.824 (7)                                                                  | 8.560 (4)  | 8.805 (2)  | 8.730 (4)  | 8.698 (4)          |
| Ireland | 7.904 (6)                                                                  | 7.708 (8)  | 8.325 (7)  | 8.668 (5)  | 8.233 (6)          |
| Canada | 8.091 (3)                                                                  | 8.261 (6)  | 8.148 (8)  | 8.021 (10) | 8.143 (7)          |
| Chile | 7.732 (8)                                                                  | 7.737 (7)  | 8.326 (6)  | 8.232 (7)  | 8.098 (8)          |
| Hoa Kỳ | 8.016 (5)                                                                  | 7.650 (9)  | 7.538 (10) | 8.164 (8)  | 7.784 (9)          |
| Brazil | 7.592 (10)                                                                 | 7.161 (10) | 7.658 (9)  | 8.042 (9)  | 7.620 (10)         |

## Thành phố đăng cai
Vào tháng 10 năm 1984, chủ sở hữu của Trung tâm mua sắm Tây Edmonton mới được mở rộng ở Edmonton, Alberta, Canada tỏ ý muốn đăng cai tổ chức cuộc thi Hoa hậu Hoàn vũ 1985 ở đó. Điều này tiếp nối nỗ lực đăng cai tổ chức cuộc thi Hoa hậu Hoàn vũ 1984 ở Calgary, Alberta, Canada vào năm trước không thành công.
Các nhà tổ chức cuộc thi đã chọn tổ chức cuộc thi ở Miami, Florida năm thứ hai liên tiếp. George Honchar, chủ tịch của Miss Universe Inc., bày tỏ sự thất vọng khi thiếu sự hỗ trợ của địa phương cho sự kiện này, khiến thành phố mất 2 triệu đô la.

## Thí sinh tham gia
| - Argentina - Yanina Castaño - Úc - Elizabeth Rowly - Áo - Martina Haiden - Bahamas - Cleopatra Adderly - Barbados - Elizabeth Wadman - Bỉ - Anne van den Broeck - Belize - Jennifer Woods - Bermuda - Jannell Nadra Ford - Bolivia - Gabriela Orozco - Brazil - Márcia Giagio Canavezes de Oliveira - Quần đảo Virgin (Anh) - Jennifer Leonora Penn - Canada - Karen Elizabeth Tilley - Quần đảo Cayman - Emily Hurston - Chile - Claudia van Sint Jan del Pedregal - Colombia - Sandra Eugenia Borda Caldas - Quần đảo Cook - Essie Apolonia Mokotupu - Costa Rica - Rosibel Chacón Pereira - Curaçao - Sheida Weber - Síp - Andri Andreou - Đan Mạch - Susan Rasmussen - Dominica - Margaret Rose Cools Lartigue - Cộng hòa Dominica - Melba Vicens Bello - Ecuador - María Elena Stangl - El Salvador - Julia Haydee Mora - Anh - Helen Westlake - Phần Lan - Marja Kinnunen - Pháp - Suzanne Iskandar - Gambia - Batura Jallow - Đức - Stefanie Angelika Roth - Gibraltar - Karina Hollands - Hy Lạp - Sabina Damianidis - Guam - Lucy Carbollido Montinola - Guatemala - Perla Elizabeth Prera Frunwirth - Haiti - Arielle Jeanty - Hà Lan - Brigitte Bergman - Honduras - Diana Margarita García - Hồng Kông - Tạ Ninh - Iceland - Hana Bryndis Jonsdóttir - Ấn Độ - Sonia Wallia - Ireland - Olivia Marie Tracey | - Israel - Hilla Kelmann - Ý - Anne Beatrice Popi - Nhật Bản - Hatsumi Furusawa - Hàn Quốc - Choi Young Ok - Liban - Joyce Sahab - Luxembourg - Gabrielle Chiarini - Malaysia - Agnes Chin Lai Hong - Malta - Fiona Micallef - Mexico - Yolanda de la Cruz - New Zealand - Claire Glenister - Quần đảo Bắc Mariana - Antoinette Marie Flores - Na Uy - Karen Margrethe Moe - Panama - Janette Iveth Vásquez Sanjur - Papua New Guinea - Carmel Vagi - Paraguay - Beverly Ocampo - Perú - María Gracia Galleno - Philippines - Joyce Ann Burton - Ba Lan - Katarzyna Zawidzka - Bồ Đào Nha - Alexandra Gomes - Puerto Rico - Deborah Carthy-Deu - Réunion - Dominique de Lort Serignan - Scotland - Jacqueline Hendrie - Senegal - Chantal Loubelo - Singapore - Lyana Chiok - Tây Ban Nha - Teresa Sánchez López - Sri Lanka - Ramani Liz Bartholomeusz - Thụy Điển - Carina Marklund - Tahiti - Hinarii Kilian - Thái Lan - Tarntip Pongsuk - Trinidad và Tobago - Brenda Joy Fahey - Quần đảo Turks và Caicos - Miriam Coralita Adams - Uruguay - Andrea López - Hoa Kỳ - Laura Martínez-Herring - Quần đảo Virgin (Mỹ) - Mudite Alda Henderson - Venezuela - Silvia Martínez - Wales - Barbara Christian - Tây Samoa - Tracy Mihaljevich - Nam Tư - Dinka Delić - Zaire - Kayonga Benita Mureka Tete |

## Hoa hậu Nam Phi gây tranh cãi
Vào tháng 4 năm 1985, thành phố Miami yêu cầu tổ chức Hoa hậu Hoàn vũ nhấn mạnh rằng Nam Phi không nên cử đại diện đi thi hoa hậu, do mối đe dọa biểu tình về chính sách Apartheid của đất nước cô ấy. Vào giữa tháng 5, quốc gia này thông báo rằng họ sẽ không cử người đoạt danh hiệu của họ, Andrea Steltzer, tham dự cuộc thi vì lo ngại cho sự an toàn của cô ấy. Đây là lần đầu tiên kể từ năm 1975, đất nước không tham gia cuộc thi hoa hậu; họ sẽ không tham dự trở lại cho đến năm 1995. Andrea Steltzer (nửa dòng máu Nam Phi và nửa dòng máu Đức) đã tham gia với tư cách Hoa hậu Đức trong cuộc thi Hoa hậu Hoàn vũ 1989 nơi cô lọt vào bán kết.

## Chú ý

### Lần đầu tham gia
- Dominica

### Trở lại
- Lần cuối tham gia vào năm 1974:
  -  Senegal
- Lần cuối tham gia vào năm 1975:
  -  Haiti
- Lần cuối tham gia vào năm 1981:
  -  Tahiti
- Lần cuối tham gia vào năm 1983:
  -  Bahamas
  -  Sri Lanka

### Bỏ cuộc
- Aruba
- Guyane thuộc Pháp – tham dự Hoa hậu Pháp từ năm này
- Guadeloupe – tham dự Hoa hậu Pháp từ năm này
- Martinique – tham dự Hoa hậu Pháp từ năm này
- Namibia – Alice Pfeiffer
- Nam Phi – Andrea Stelzer, sau này tham dự với tư cách Hoa hậu Đức vào 1989
- Thụy Sĩ
- Thổ Nhĩ Kỳ